# キイロダカラ
キイロダカラ（黄色宝）、学名 Monetaria moneta は、吸腔目タカラガイ科に分類される巻貝の一種。インド洋・太平洋の熱帯・亜熱帯海域に広く分布する小型のタカラガイである。本種の貝殻はかつて、アフリカ・インド・中国・太平洋諸島の各地で貝貨（貨幣）として使われた歴史をもつ。

## 名称
和名は本種の背面が黄色を帯びることに由来し、末尾に「貝」をつけてキイロダカラガイ（黄色宝貝）と呼ばれることもある。また成体で貝殻の縁が瘤状に張り出したものはフシダカキイロダカラ（節高黄色宝）、若い個体は剣道具の面に似ることからメンガタダカラ（面形宝）とも呼ばれる。
一方、学名の"Moneta"は「通貨」、英名"Money cowry"は「貨幣のタカラガイ」を意味する。また中国語でも「貨貝」である。これらは各地で貝貨として使われた歴史に由来する。学名のシノニムにはCypraea moneta、Erosaria moneta 等がある。またフシダカキイロダカラを指して M. monetoides Iredale, 1939 等とすることもある。

## 形態
成体は殻高30mm前後で、タカラガイ科の中では小型の部類である。貝殻は成長過程や地域個体群により形や色の濃淡が変化する。若い個体はラグビーボール型で、殻口が大きく開き、歯もない。背面に灰黒色の横帯が3本あり、見た目が剣道具の「面」に似るので、「メンガタダカラ」とも呼ばれる。一方、老成すると背面や縁が瘤状に膨らんで凹凸ができ、上や下から見ると凧形に近くなる。これは「フシダカキイロダカラ」とも呼ばれる。成体の殻口は狭く、両側に13-14の歯状突起がある。
生時の貝殻は黄白色で、不明瞭な灰色の横帯が3本入る。底面にも黄色みが残るが殻口周辺は白色である。また同属のハナビラダカラ M. annulus 同様、背面に橙色の細い線が"（）"状に入る個体もいる。軟体部は灰褐色で、生時に殻を覆う外套膜には細かい縞模様がある。
但し貝殻の黄白色の下には灰色や青紫色の層があり、死んで磨滅が進むとこれらの色が現れるので必ずしも「キイロ」ではなくなる。しかし殻表の瘤や3本の帯模様は残りやすく、同定の手掛かりになる。
同属のハナビラダカラやビャクレンダカラ M. obvelata と似ているが、ハナビラダカラは成長しても瘤ができず単純なドーム型なので区別できる。ビャクレンダカラは縁辺が丸く膨らんで中央部よりも高くなるがやはり瘤状にはならず、また分布域も南太平洋に限られる。

## 生態
インド洋と太平洋の熱帯・亜熱帯海域に分布する。西は南アフリカ、南はオーストラリア北部、北は南日本やハワイ諸島、東は南北アメリカに程近いガラパゴス諸島やクリッパートン島まで、分布域は広い。日本での分布域は、日本海側で山口県以南、太平洋側で房総半島以南である。
浅い海のサンゴ礁や岩礁に生息し、転石等の物陰に潜んでいる。潮間帯のタイドプール等でも見られる。また死んだ貝殻は海岸にもよく見られ、とりわけ本州中部では冬季に多く打ち上がる。

## 利用
嘗てはアフリカ・インド・中国・太平洋諸島の各地で貝貨として使用されていた。例えば古代中国では、同属のハナビラダカラとともに貝貨に多く使われており、貝殻の背面を削り取って大きな穴を開けたものが流通した。この穴からは中の幼殻や殻口が縦線として見えるため、「貝」の象形文字は貝貨を横倒しにした形に由来するとされる。またこれが貨幣として流通したため、お金にまつわる漢字に「貝」が入るようになったとされている（貝部、中国の貨幣制度史も参照のこと）。
現在では、本種の貝殻は他のタカラガイと同様にコレクションの対象となる他、工芸用素材にも用いられる。

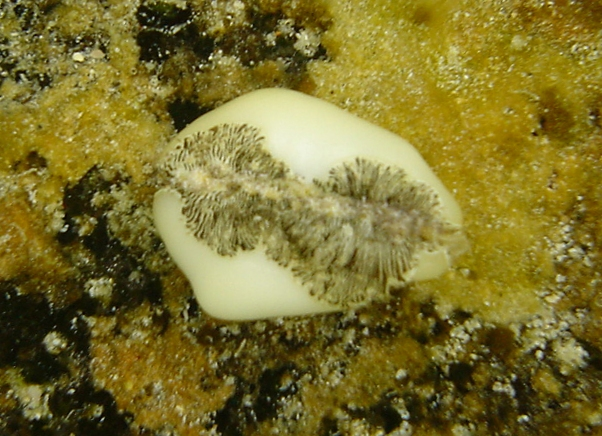
外套膜は灰褐色で、細かい縞模様がある
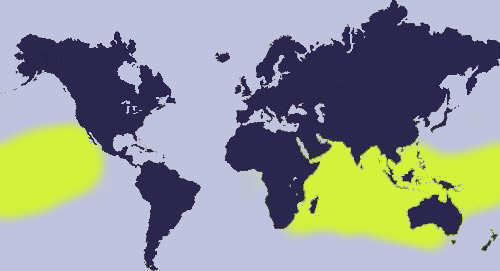
キイロダカラの分布域。インド太平洋だけでなく東太平洋にも及ぶ
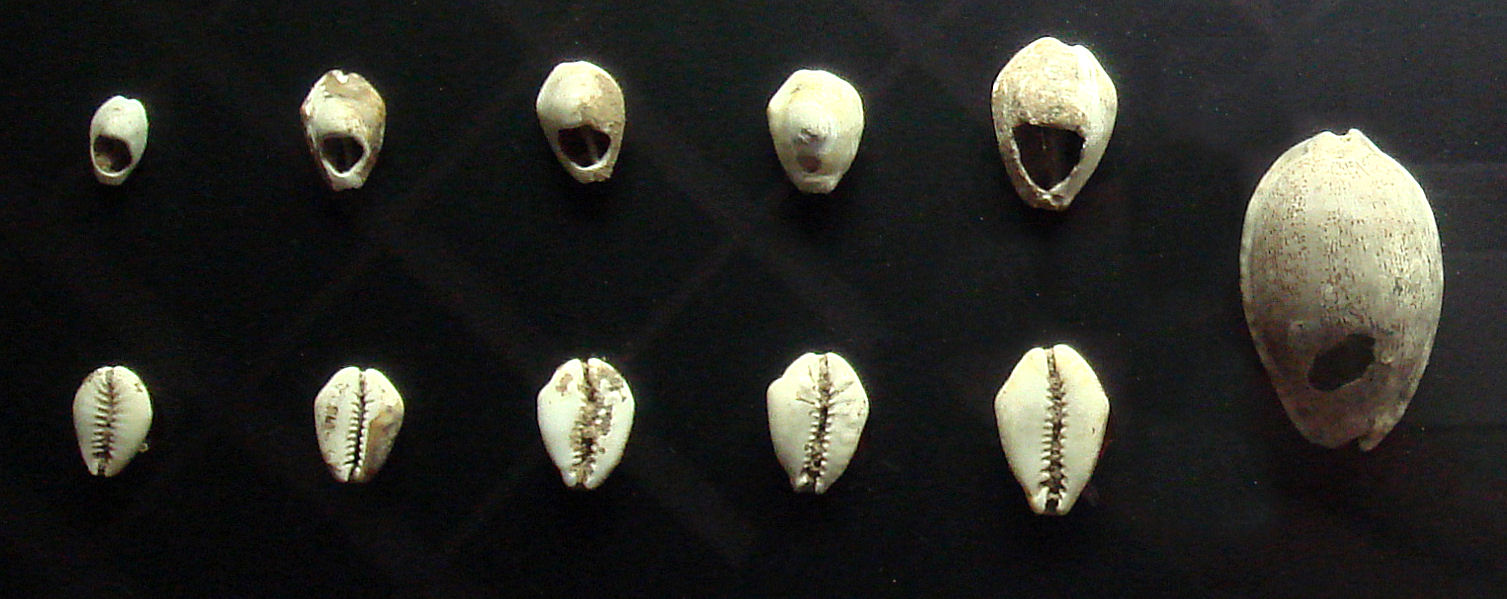
古代中国の貝貨としての展示。右端の大きなタカラガイは別種